# Devastator Peak
Der Devastator Peak, auch The Devastator genannt, ist ein 2327 m hoher Berg mit einer Schartenhöhe von 67 m im Südwesten der kanadischen Provinz British Columbia, im Squamish-Lillooet Regional District.

## Geographie
Der Devastator Peak ist der niedrigste und südlichste der sechs untergeordneten Gipfel des Mount-Meager-Massivs im Garibaldi-Vulkangürtel und gehört damit zu den Kaskaden-Vulkanen, liegt aber wie der Rest des Massivs nicht innerhalb der Grenzen der Kaskadenkette. Er liegt 55 km westlich von Bralorne.

## Geologie
Der Devastator Peak ist ein zerklüfteter andesitischer Vulkanpfropfen, der einst Teil einer größeren Struktur des Mount Meager war, doch sind inzwischen Teile davon erodiert, sodass der Devastator Peak zurückblieb.
Der Devastator Peak war die Quelle einer mächtigen Sequenz andesitischer Lavaflüsse, die vor 0,5–1,0 Millionen Jahren ausgestoßen wurden. Erodierte Überbleibsel dieser Lavaflüsse bilden die geschichteten Felszacken des Pylon Peak. Die Hänge des Berges sind hochgradig instabil; sie bestehen aus schwachem, hydrothermisch verändertem felsischem Gestein. In der Vergangenheit gab es vom Berg aus viele Schuttströme im Einzugsgebiet des Meager Creek.